# He 219戰鬥機
亨克He 219 夜梟（貓頭鷹）是一款服役於二戰末期納粹德國空軍的夜間戰鬥機。He 219具相對複雜與創新的設計，包括安裝先進的攔截型雷達。它是全世界第一款安裝彈射座椅的軍機，更是德軍在二戰期間第一款投入应用的前三点式起落架的軍機。如果He 219有足夠的數量可供作戰，可以有效打擊英國皇家空軍的夜間戰略轟炸機；但由於生產數量到終戰之前只達294架故只有有限的影響。

## 設計與發展
He 219的開發與生產是一段漫長而曲折的過程，緣由於德國空軍夜戰司令尤瑟夫·康夫伯（Josef Kammhuber）將軍、開發商恩斯特·亨克（Ernst Heinkel）與負責生產的帝國航空部艾爾哈德·米爾希之間的政治鬥爭，這款固定翼飛機由於生產昂貴與結構複雜等問題；使它的生產數量頗為緩慢。
當航太工程師羅伯特·路薩（Robert Lusser）從梅塞施密特轉任回亨克之後，便著手設計一款代號為P.1055計畫的高速轟炸機。具有先進的氣密型駕駛艙，2具彈射座椅（這是第一款計畫在軍機上使用的設計），三點式起落架（為了讓機鼻輪可以適應前段狹小的機身，故用回縮九十度的方式予以收入機身內）與Me 210頗為類似的遙控型機槍塔武裝系統。發動機則採用兩具DB 610併聯式發動機；每一具引擎可產生（2,200 kW/2,950 hp）推力，可產生出完美的性能與將近750 km/h（470 mph）的極速，飛航距離可達4,000 km（2,500 mi）並可攜帶2,000 kg（4,410 lb）航空炸彈。
在1940年8月，帝國航空部以計畫過於複雜與風險過高等理由予以駁回。羅伯特·路薩立即在性能與風險中取得平衡，並提出4種不同翼展與發動機戰機計畫。同一時間內，路薩也提出P.1056專屬於夜戰機的版本並可以在機身與機翼上面安裝4挺20 mm機炮。帝國航空部在1941年將開發計畫全部給予駁回。恩斯特·亨克惱怒之於隨即解除路薩的職務。
在提出P.1055設計計畫的時候，夜戰司令康夫伯將軍為迅速成長的夜戰機部隊決定尋找一款專屬飛機。亨克迅速針對P.1055進行重新設計並提出P.1060設計計畫。雖然兩者設計頗為相同，但是後者除了縮小部分機身外更採用更小更簡單的DB 603V12液冷式發動機，並且採用類似Ju 88A型相同設計的環狀散熱器但在外觀上面更加流線型化。但這型發動機在高海拔的情況下性能還是未知，同時設計時發現到短翼有問題，但是戴姆勒隨即提供新款G型發動機來解決這個問題。亨克確信自己手上擁有一款王牌計畫並於1942年送交帝國航空部受審甚至自己掏腰包生產第一架原型機。然而帝國航空部還是再一次的駁回He 219開發案。
在1942年2月原形機開始進行組裝但到3月份就遇到嚴重的挫敗，然而當戴姆勒告知DB 603G發動機無法在此時完成。故改為採用603A發動機與全新轉速齒輪的螺旋槳作為替代並命名為603C發動機。即使如此原形機到8月底都沒有辦法起飛，直到1942年11月6日康夫伯將軍於19日看到該原形機時留下深刻的印象，他隨即駁回米爾希部長的禁令並下令該機進入生產線，這無疑激怒了米爾希部長。
該機不穩定性的問題開始被人注意，恩斯特·亨克為了戰勝這些問題隨即提出獎金以激勵那些可以解決問題的工程師。並針對武裝系統進行修改：
並在機身後上方的安裝可朝後方開的機槍，就位於機翼後緣的後方位置—由於無太大用途故被移除。並在向前開火的機翼根部與機腹區域分別加裝2挺20 mm機砲與4挺機槍。A-0的特徵在於駕駛艙的前半部安裝防彈擋板，可以將儀表板與擋風玻璃全部包覆在內，可以為飛行員提供臨時的保護能力並預留空間來加裝火力瞄準器。它指示原型機的生產作業如He 219 A-0以取得重大的進展；同時在1943年6月將V7，V8與V9則轉交給測試單位。

## 服役與作戰

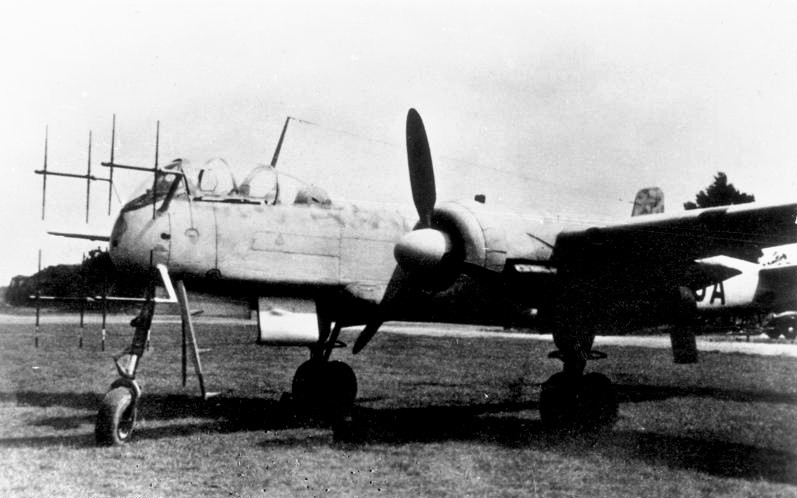

He 219初次出擊就頗為幸運。在1943年6月11–12日夜晚，華納·史崔伯駕駛的V9原型機在著陸墜毀之前，在01:05 and 02:22之間成功的擊落5架轟炸機。根據夜戰部隊宣稱，在接下來10天之內3架亨克He 219A-0預產機總共擊落20架英軍戰機，其中包括6架之前只能望機興嘆的蚊式戰鬥轟炸機。這對康夫伯將軍而言無疑是莫大的鼓舞，他隨即要求繼續生產該機。但是英軍那邊沒有證據或紀錄可以支持德軍在那段時間內擊落6架蚊式戰鬥轟炸機的戰果。
He 219 A-2是量產作業中延伸出來的機型，具有較長的引擎机舱內含額外的燃料槽，可以裝配2挺30 mm（1.18 in）MK 108機砲的Rüstsatz R1武器套件；並且在機身裝配可以朝斜上方開火的傾斜式機砲。但在3月時由於同盟國大規模進型轟炸促使生產作業不斷發生問題
這意味A-2/R1在1943年10月之前都不能交貨給德國空軍。首批的10架到15架的飛機是配置490 MHz 特高頻率帶FuG 212 Lichtenstein C-1 雷達，與32-偶極電熱絲Matratze陣列天線。
艾爾哈德·米爾希多次嘗試將He 219生產案予以封殺，康夫伯將軍被免職之後。生產線隨被停止一段時間但又重新開啟主因是Ju 388要好長一段時間才能進入現役。在前15月中，只有生產206架的He 219。在1944年中期首型He 219 A-5終於進入生產線。A-5的特徵為裝有90 MHz 甚高頻率帶的德律風根FuG 220 Lichtenstein SN-2雷達系統與大型的鹿角式天線。與C-1雷達系統相比偵測範圍較小，但在準確性與解析度和抗金屬箔片干擾的能力卻有一定程度的改良。
He 219是一款卓越的戰鬥機，它讓飛行員掌握極高的主控權。地面管制系統簡單的引導飛行員到達正確的區域後就放手讓飛行員自己去狩獵英軍轟炸機；He 219擁有的SN-2雷達搜索範圍可達4 km（3&nbp;mi）可在盟軍轟炸機尚未發覺時找到他們。當A-5的性能並不特別突出時－近乎於580 km/h（360 mph）空速－由於它的速度快過Bf 110戰鬥機s與Ju 88Gs故可以在單機出擊的狀況下去狩獵數架轟炸機。

## He 219各種機型
- A型：
  - A-0：初期預產機後來改成首型量產型，採用1,287 kW DB 603A發動機，只有生產104架
  - A-1：提議生產偵察型轟炸機，採用1,324 kW DB 603E發動機，只有生產1架[11]。
  - A-2：與A-0型類似，延長發動機艙與額外燃料槽，採用1,228 kW DB 603AA發動機，只有生產85架
    - A-2/R1：兩人座夜戰機，武裝系統：在機腹安裝2挺30 mm MK 108機砲，在機翼根部安裝2挺20 mm MG 151/20機砲，並在駕駛艙後方安裝2挺傾斜式MK 108機砲[12]。

  - A-3：3人座戰鬥轟炸機，採用1,397 kW  DB 603G發動機，並未付諸生產[13]。
  - A-4：長距離偵察型轟炸機，採用1,838 kW Jumo 222（英语：Junkers Jumo 222）發動機，並未付諸生產[13]。
  - A-5：3人座夜戰機，主要量產型，採用1,324 kW DB 603G發動機，武裝系統：6挺MG 151/20s機砲與2挺MK 108機砲[13]。

A-5：
- - A-6：計畫中的蚊式獵手，屬於A-2型的精減版，武裝系統：4挺20 mm MG 151/20s機砲。
  - A-7：改良型夜戰機，採用1,324 kW DB 603E發動機，在1944年11月31日為止總產量達210架飛機。
- B型：翼展與機身加長型，原本計畫採用1,838 kW Jumo 222發動機，後來採用DB 603A發動機[13]。
  - B-2：蚊式獵手，機身與A-6頗為類似，採用1,471 kW DB 603L發動機[14]。
  - B-3：2人座夜戰機，採用1,471 kW DB 603L發動機，武裝系統：4挺MG 151/20s機砲與2挺MK 108機砲[14]。
- C型：加長型機翼He 219 B與全新加長設計的4人座氣密型駕駛艙[13]。
  - C-1：3人座夜戰機，全新設計的機身，採用1,838 kW Jumo 222發動機，武裝系統：2挺MG 151/20s機砲與4挺MK 108機砲[15]。

- He 319：與He 219完全無關並未付諸生產的多功能軍機；只有與它有相關的命名編號序列
- He 419

機型衍生出最終型號為He 419B-1/R1，前6架使用He 319機尾，翼展長達59平方公尺（635 sq ft）並安裝2挺20 mm MG 151/20機砲於內，並在機腹區域安裝4挺30 mm MK 108機砲。在44,619 ft（13,600 m）高度下速度可達422 mph（679 km/h）。
- Letov LB-79

在1950年時，捷克斯洛伐克從零件備料當中生產出2架He219s，並將其中一架移作噴射發動機試車台。

## Specifications (He 219 A-7)
参考资料：Jane's Fighting Aircraft of World War II
基本信息
- 机组：2

性能
武器

- 機槍：

  - up to 4×20 mm MG 151機砲s in a detachable fairing under the fuselage，攜帶300砲彈
  - 2×20 mm MG 151s in wing roots, 300 rpg
  - 2×30 mm（1.18 in）MK 108機砲，傾斜式機砲（以水平角度斜角向上65°），攜帶100砲彈

## 註解
1. ↑  Boyne 1997, p. 330.
2. ↑  Green and Swanborough 1989, p. 12.
3. ↑  Chef für Ausz. und Dizsiplin Luftwaffen-Personalamt L.P. [A] V Films, Film	C. 2027/I", Bundesarchiv/Militaerarchiv, Freiburg
4. ↑  Smith and Kay 1972, p. 298.
5. ↑  He-219 victories （页面存档备份，存于） Nachtjagdgeschwader 1. Retrieved: 27 February 2009.
6. ↑  Chorley 1997
7. ↑  Chorley 2004
8. ↑  Franks 2000
9. ↑  Abschüsse auf He 219. Mitteilung 1/44 TAD/Se, dated 25.7.44, detailing all claims made on the He 219 to 17.7.44 List is reproduced with additions to November 1944 in Joachim Dressel and Manfred Griehl, "Heinkel He-219 Uhu"
10. ↑  Greenhous 1994, p. 705. I
11. ↑  Donald 1994, p. 133.
12. ↑  Smith and Kay 1972, p. 300.
13. 1 2 3 4 5  David Donald 1994, p. 133.
14. 1 2  Smith and Kay 1972, p. 303.
15. ↑  Smith and Kay 1990, p. 303.
16. ↑  Bridgeman 1946